# Kyselina teichoová

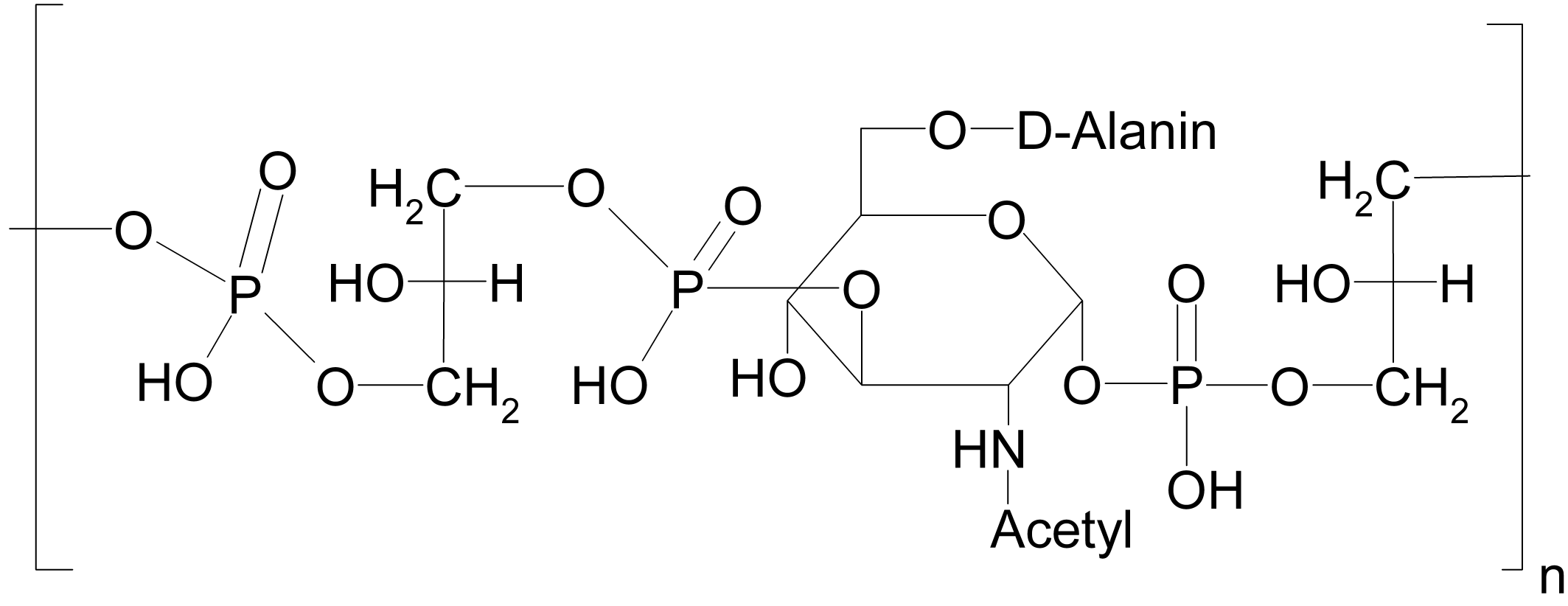
Vzorec teichoové kyseliny z bakterií čeledi Micrococcaceae

Kyselina teichoová či též teikoová je označení pro polysacharidy, složené z glycerolfosfátů či ribitolfosfátů, navázaných přes fosfodiesterové vazby. Jsou hlavní součástí buněčné stěny mnohých bakterií.
Existuje množství teichoových kyselin, které se liší navázanými skupinami (cukry, aminokyselinami). Někdy se na jejich základě určuje sérotyp bakterií. Je syntetizována ze stavebních částic pomocí baktoprenolu, načež je vyloučena z buňky. Kyselina teichoová se tam obecně váže na peptidoglykan v buněčné stěně na jeho N-terminálním konci.